# Ставка дисконтирования
Ставка дисконтирования — процентная ставка, используемая для пересчёта будущих потоков доходов в единую величину текущей стоимости.
{\displaystyle NPV=\sum _{t=0}^{N}{\frac {CF_{t}}{(1+i)^{t}}}=-IC+\sum _{t=1}^{N}{\frac {CF_{t}}{(1+i)^{t}}}},
где {\displaystyle i} — ставка дисконтирования.
Ставка дисконтирования — переменная величина, зависящая от ряда факторов {\displaystyle i=f(i_{1},...,i_{n})},
где {\displaystyle (i_{1},...,i_{n})} — факторы, влияющие на будущие денежные потоки, которые определяются индивидуально для каждого инвестиционного проекта:
{\displaystyle i_{1}} — стоимость альтернативного вложения средств на данный период, будь-то: ставка банковского процента по депозитам, ставка рефинансирования, средняя доходность уже имеющегося бизнеса и т. д.;
{\displaystyle i_{2}} — оценка уровня инфляции на выбранный период, как оценка стоимости риска обесценивания средств за период.

## Вычисление ставки дисконтирования
В основе прогнозирования ставки дисконтирования лежит теоретическая предпосылка о тесной связи между доходностью долговых инструментов (облигаций) и долевых инструментов (акций). В общем случае инвестор готов брать на себя больший риск (покупать акции) только в том случае, если прогнозируемая доходность по ним превысит доходность по облигации плюс определённые премии за риск. Согласно рассматриваемой здесь модели, будущая требуемая инвестором ставка доходности представляет собой сумму:
- Базовой ставки по эмитенту — ставки прогнозируемой доходности по валютным (долларовым) корпоративным облигациям данного эмитента (учитывает в себе премию за кредитный риск);
- Премии за страновой риск для владельцев долевых инструментов (учитывает риск вложения средств в долевые инструменты, характерный для российского рынка акций по сравнению с облигационным рынком);
- Премии за отраслевые риски (учитывает в себе неопределённость денежных потоков, обусловленную отраслевой спецификой);
- Премии, связанной с риском некачественного корпоративного управления;
- Премии за риск неликвидности акций эмитента.

В общем случае формулу для расчёта будущей ставки дисконтирования можно записать следующим образом:
{\displaystyle i} = {\displaystyle i_{b}} + {\displaystyle i_{s}} + {\displaystyle i_{o}} + {\displaystyle i_{k}} + {\displaystyle i_{l}}

### Вычисление базовой ставки по эмитенту
Базовая ставка является составной частью ставки дисконтирования. По своему смыслу базовая ставка показывает, под какую минимальную доходность участники рынка готовы инвестировать средства в бизнес. В отличие от распространённого мнения, которое считает значение базовой ставки единым для всех рассматриваемых компаний, рассматриваемый подход учитывает различия в бизнесе даже на этом первоначальном этапе. Базовая ставка для каждой компании индивидуальна. Эта ставка зависит от финансовой устойчивости конкретного предприятия.
Финансовая устойчивость компании определяется либо на основе кредитного рейтинга, присвоенного эмитенту независимыми рейтинговыми агентствами (S&P, Moody’s, Fitch), либо путём анализа его финансового состояния. В идеале для каждой компании рассчитывается своя базовая ставка.
Таким образом, поскольку базовая ставка учитывает уровень финансовой устойчивости компании, то она действительно отражает степень риска (и, как следствие, минимальную требуемую доходность), которая соответствует инвестициям в конкретную компанию.

### Вычисление премии за страновой риск (учёт специфического риска страны расположения)
Страновой риск представляет собой риск неадекватного поведения официальных властей по отношению к бизнесу, работающему в рассматриваемой стране. Чем более предсказуемо отношение государства к бизнесу, чем больше проводимая государством политика способствует развитию предприятий, тем меньше риски ведения бизнеса в такой стране и, как следствие, меньше требуемая доходность.
Страновой риск можно измерить и выразить в дополнительной доходности, которую будут требовать инвесторы при осуществлении инвестиций в акции или облигации предприятий, работающих в рассматриваемой стране.
Для того, чтобы понять, какова та дополнительная доходность, которую сейчас требуют инвесторы, чтобы компенсировать страновой риск, достаточно сравнить доходности государственных и корпоративных облигаций. При этом для увеличения точности вычислений, сравниваемые облигации должны обладать примерно одинаковым уровнем ликвидности, кредитного качества и дюрацией. Таким образом, разница в доходности корзины корпоративных и государственных облигаций будет обусловлена только наличием странового риска для инвесторов, вкладывающих средства в корпоративные облигации (для государственных облигаций понятие странового риска не применимо).
Полученная разница в доходностях показывает величину странового риска для владельцев долговых инструментов. Для преобразования данного показателя при работе с акциями вычисленная величина странового риска умножается на поправочный коэффициент, определяемый экспертным образом.

### Премия за отраслевой риск
Эта составляющая ставки дисконтирования носит наднациональный характер (то есть не зависит от страны, в которой ведётся бизнес) и определяется исключительно внутренней особенностью отраслей — волатильностью их денежных потоков. Например, волатильность потоков в розничной торговле и добыче нефти будет совершенно неодинакова.
Наиболее полно отношение инвесторов к сравнительной мере риска отраслей выражено на развитых фондовых рынках. Именно они и являются источником вычисления отраслевых премий. По каждой интересующей отрасли определяется совокупность исследуемых компаний, по которым вычисляется среднеотраслевая ставка дисконтирования.
Объективные основания для появления дополнительной премии за отраслевой риск возникают тогда, когда среднеотраслевая ставка дисконтирования (требование инвестора к минимальной доходности) превышает сложившуюся доходность по государственным облигациям США — наиболее надёжному активу для инвестора. Отрасли со средними ставками дисконтирования меньшими, чем доходность гособлигаций США считаются относительно безрисковыми, то есть инвесторы не закладывают дополнительные специфические требования, повышающие СД эмитентов данных отраслей. Для всех остальных отраслей премия за отраслевой риск считается как разница между средней СД отрасли и доходностью гособлигаций США. Соответственно, вычисленная премия по отрасли распространяется на всех её эмитентов.

### Премия за риск некачественного корпоративного управления
Данная премия отражает риски владельца акций эмитента, связанные, прежде всего, с выводом чистой прибыли и активов из компании.

### Премия за неликвидность акций
Данная премия возникает из-за возможных затруднений инвестора в приобретении или продаже пакета акций без особых потерь в цене и во времени. При прочих равных условиях инвестор купит более ликвидный актив.